# Довбуш Олександр Іванович
Дóвбуш Олексáндр Івáнович (22 жовтня 1968, м. Чернівці — 28 лютого 2023, Чернівецька область, Україна) — український правоохоронець, письменник і журналіст. Член Національної Спілки журналістів України — з 1999 року та Національної Спілки письменників України — з 2000 року.

## Автор
Автор двох випусків бібліотеки пригодницького жанру (Чернівці, № 2-91 та № 3-91), повісті «Кінець перевертня» (газета «Іменем закону», № 1-4, 1996), повісті «Гроші — ніщо, щось — великі гроші» (газета «Іменем закону», № 31, 1997), поетичної книги «Зухвала туга» (Чернівці, 1997)  [Архівовано 26 квітня 2014 у Wayback Machine.], поетичної книги «Свята задуманість вогню» (Чернівці, 2006) [Архівовано 2 квітня 2016 у Wayback Machine.]], слів пісні "Міліція, доле моя" , слів пісні "Поліція України".

## Учасник
Брав участь в колективних збірках поезії і прози: Антології прози «Тексти» Київ, 1996), збірок поезії «Привітання життя» (Львів, 1996, 1998), альманаху «ГРАНОСЛОВ-98» (Київ, 1999), альманаху «Більше світла» (Чернівці, 1993, 1995), книг «Вірність обов'язку» (Чернівці, 1991), «Загинув при виконанні…» (Чернівці, 1996), «Вбережи свій легковик» (Чернівці, 1998), «Кривава помста» (Чернівці, 1998), «Я буковинець. Випуск 1.» (Чернівці, 2000), «Знайди своє покликання» (Чернівці, 2000), календаря, присвяченого ювілейному року Міхая Емінеску (Румунія, 2000), колективної збірки Центру «Молодість і поезія» (Італія, 2000), книги «Я буковинець. Випуск 2.» (Чернівці, 2001), календаря «Міхай Емінеску: 2001—2002» (Бухарест, 2001), колективної збірки «Українська поезія в Італії. ІІІ Випуск.» (Чернівці, 2001), книги «Золоті акорди Буковини» (Чернівці, 2001), антології сучасної світової поезії журналу «Артекультура» (Італія, 2001), книг «Я буковинець. Випуск 6.» (Чернівці, 2002), «Книга пам'яті МВС України» (Київ, 2004), «Калина з Чорногори» (Чернівці, 2007), колективного буклету листівок «Буковинські поети — Тарасові Шевченку» (Чернівці, 2009), антології сучасної української новели «По обидва боки Карпат» (угорською мовою) (Угорщина, 2009), книги «Колискар» (До 100-річчя з дня народження Михайла Івасюка: письменники - про письменника) (Чернівці, 2018).

## Друкувався в газетах і часописах
Друкувався в газетах і часописах «Радянська Буковина», «Молодий буковинець», «Орловская правда», «Орловский комсомолец», «Советский патриот», «Красная Звезда», «Советский милиционер», «Буковинське віче», «Буковина», «Літературно-мистецька Буковина», «Zorile Bucovinei», «Доба», «Час», «Черновицер блетер», «Крайова освіта», «Навколо світу», «Відродження», «Дзвін Севастополя», «Літературна Україна», «Іменем закону», «Богомольця, 10», «Голос України», «Флот України», в «Буковинському журналі» та журналах «Український театр», «Кінотеатр», «Міліція України», «Край городов» (Росія), "Українська ластівка".

## Звання
Володар «Гран-прі» конкурсу читців, присвяченого пам'яті Т. Г. Шевченка, Чернівецького Національного університету імені Юрія Федьковича (1994), лауреат першого обласного конкурсу Фонду пам'яті журналіста Г. Шабашкевича (1995), переможець конкурсу науково-публіцистичних матеріалів «Нова генерація» (1995), лауреат Всеукраїнського літературного конкурсу, присвяченого життю і діяльності правоохоронних органів України (1996), Всеукраїнського конкурсу МВС України на найкраще висвітлення в засобах масової інформації діяльності органів внутрішніх справ у боротьбі зі злочинністю, питань зміцнення правопорядку та законності в Україні, правового виховання громадян (1997), дипломант та лауреат Всеукраїнського конкурсу читців, присвяченого пам'яті Т. Г. Шевченка (1998, 2003), дипломант щорічного Міжнародного конкурсу найкращих творів молодих українських літераторів «ГРАНОСЛОВ» (1998), лауреат обласного конкурсу на створення оригінальних пісенних творів та Всеукраїнського огляду народної творчості (1999), дипломант Міжнародного поетичного конкурсу Центру «Молодість і поезія» в Італії (2000), лауреат обласних конкурсів читців, присвяченого пам'яті Т. Г. Шевченка (1998, 2001, 2003), всеукраїнських оглядів — конкурсів народної творчості серед працівників органів і підрозділів внутрішніх справ України, присвячених 10-й (2001) та 15-й річниці Незалежності України (2006), лауреат в номінації «За найкращу авторську поезію та виконавську майстерність» Всеукраїнського фестивалю творчості колективів органів і підрозділів внутрішніх справ України «Служу українському народові» (2007), володар диплому «За заслуги в сучасній поезії» італійського мистецького журналу «Артекультура» (2001), переможець літературного конкурсу «Пульс Х2» на найкраще фантастичне оповідання міжнародного сайту Elite Games (2005). Лауреат міжнародної літературної премії імені Івана Бажанського та обласної літературної премії імені Пауля Целана (2018).

## Нагороди
Нагороджений відзнаками МВС України «За відзнаку в службі» І та ІІ ступенів (2004 та 2003)  [Архівовано 13 січня 2015 у Wayback Machine.], медалями «За сумлінну службу» І, ІІ та ІІІ ступенів (2006, 2005, 2003)  [Архівовано 13 січня 2015 у Wayback Machine.], «15 років МВС України» (2006)  [Архівовано 7 квітня 2016 у Wayback Machine.], «За заслуги в розвитку відомчого зв'язку» І та ІІ ступенів (2010, 2008)  [Архівовано 3 серпня 2016 у Wayback Machine.], «За розвиток науки, техніки і освіти» (2009)  [Архівовано 13 січня 2015 у Wayback Machine.], «Ветеран органів внутрішніх справ України» (2014)  [Архівовано 11 грудня 2016 у Wayback Machine.], Почесними знаками Української Секції Міжнародної Поліцейської Асоціації «За мужність та професіоналізм» І, ІІ та ІІІ ступенів (2013, 2011, 2010)  [Архівовано 13 квітня 2016 у Wayback Machine.], ювілейною медаллю «65 лет Победы в Великой Отечественной войне 1941—1945 гг.» (Указ Президента України від 04.04.2010 № 474/2010) Ювілейна медаль «65 років Перемоги у Великій Вітчизняній війні 1941—1945 рр.», ювілейною медаллю Спілки генералів органів внутрішніх справ України «20 років міліції України» (2011)  [Архівовано 12 квітня 2016 у Wayback Machine.], Пам'ятним знаком Національної академії внутрішніх справ (1999)  [Архівовано 14 квітня 2016 у Wayback Machine.], подякою МВС України (1997)  [Архівовано 13 квітня 2016 у Wayback Machine.], наручним годинником від начальника Головного управління Національної поліції в Чернівецькій області (2017), орденами Українського козацтва — IV ступеня «Віра» (2005) і ІІІ ступеня «Честь» (2007), медаллю Національної спілки письменників України «Почесна відзнака» (2018), памятною відзнакою ГО «Асоціація ветеранів МВС України» «30 років Незалежності України» (2021), почесною відзнакою Чернівецької обласної державної адміністрації та Чернівецької обласної ради «400 років Хотинській битві» (2021), а також численними грамотами, дипломами та подяками Міністерства культури і мистецтв України, Чернівецької обласної державної адміністрації, Чернівецької обласної ради, товариства «Динамо» та Чернівецької міської Ради.